# Gary Honey
Gary Ronald Honey, né le 26 juillet 1959, est un athlète australien.

## Biographie
Aux Jeux olympiques d'été de 1984, Honey est vice-champion olympique du saut en longueur avec un saut à 8,24 m.
Il est également deux fois champion aux jeux du Commonwealth.

## Palmarès

### Jeux olympiques d'été
- Jeux olympiques d'été de 1980 à Moscou ( Union soviétique)
  - éliminé en qualifications en saut en longueur
- Jeux olympiques d'été de 1984 à Los Angeles ( États-Unis)
  -  Médaille d'argent en saut en longueur
- Jeux olympiques d'été de 1988 à Séoul ( Corée du Sud)
  - non-partant en saut en longueur

### Championnats du monde d'athlétisme
- Championnats du monde d'athlétisme de 1983 à Helsinki ( Finlande)
  - éliminé en demi-finale sur 400 m
  - 6e en saut en longueur

### Jeux du Commonwealth
- Jeux du Commonwealth de 1982 à Brisbane ( Australie)
  -  Médaille d'or en saut en longueur
- Jeux du Commonwealth de 1986 à Édimbourg ( Écosse)
  - disqualifié en finale du relais 4 × 100 m
  -  Médaille d'or en saut en longueur
  - 4e en triple saut
- Jeux du Commonwealth de 1990 à Auckland ( Nouvelle-Zélande)
  - éliminé en demi-finale sur 200 m
  - 10e en saut en longueur

### Coupe du monde des nations d'athlétisme
- Coupe du monde des nations d'athlétisme de 1979 à Montréal ( Canada)
  - 7e au classement général avec l'Océanie
  - 5e en saut en longueur
- Coupe du monde des nations d'athlétisme de 1981 à Rome ( Italie)
  - 8e au classement général avec l'Océanie
  - 2e en saut en longueur
- Coupe du monde des nations d'athlétisme de 1985 à Canberra ( Australie)
  - 7e au classement général avec l'Océanie
  - 4e en saut en longueur

## Sources
- (en) Cet article est partiellement ou en totalité issu de l’article de Wikipédia en anglais intitulé « Gary Honey » (voir la liste des auteurs).